# Штєпан Халупек
Штєпан Халупек (чеськ. Štěpán Chaloupek, нар. 8 березня 2003, Мезіборжи, Чехія) — чеський футболіст, центральний захисник празької «Славії».

## Ігрова кар'єра

### Клубна
Штєпан Халупек почав займатися футболом ще у своєму рідному місті Мезіборжі. Пізніше він приєднався до клубної академії «Теплиці». Де він був капітаном молодіжної команди клубу.
В серпні 2021 року у матчі Кубка країни Халупек дебютував у першій команді на професійному рівні. В чемпіонаті Чехії захисник провів перший матч 7 листопада 2021 року, коли вийшов у стартовому складі на гру проти столичної «Спарти».
В січні 2024 року стало відомо, що Халупек підписав чотирирічний контракт з празькою «Славією», який набував чинності 30 червня 2024 року. За результатами сезону 2023/24 Халупек був визнаний кращим гравцем сезону у ФК «Теплиці».

### Збірна
З 2023 року Штєпан Халупек виступає за молодіжну збірну Чехії, разом з якою пройшов кваліфікацію до фінальної частини молодіжного чемпіонату Європи 2025 року.

## Досягнення
- Чемпіон Чехії (1):

«Славія»: 2024-25